# 신경과학
신경과학(神經科學, neuroscience)은 신경(계)에 대해서 연구하는 학문을 말한다. 주 연구대상은 동물(특히 인간)의 신경(계)이지만, 여기에 한정되진 않는다. 세포덩어리와 거리가 먼 인공신경망 역시 신경과학의 연구주제다. 생물학과 연관시키는 경우 신경생물학(neurobiology)이라고 부른다.
국내에서는 신경과학이라는 용어가 뇌과학과 거의 같은 빈도수로 쓰이고 있지만, 사실 뇌는 신경계의 일부이므로 뇌과학은 신경과학의 한 분야라고 할 수 있다. 즉 신경과학이 더 넓은 범위를 포괄한다고 볼 수 있다. 해외에서는 이미 brain science라는 말보다는 neuroscience가 정착하였다. 이 바닥 가장 널리 쓰이는 교과서도 2015년 기준 4판까지 나와있는 Bear, Connors, Paradiso의 Neuroscience. 신경과학은 학문의 특성상 생물학의 한 분야라고만 단정 짓기는 어려우며, 실제로 심리학, 컴퓨터 과학, 통계학, 물리학, 의학, 언어학, 철학, 수학 등의 다른 분야의 학문의 도움을 많이 받고 있다.
신경과학은 분자, 세포, 발생, 구조, 기능, 진화, 컴퓨터 연관, 의학적 측면을 다룬다. 신경과학자들이 사용하는 기술은 빠르게 발전하여 개별 신경세포의 분자 및 세포 수준에서 뇌의 감각과 운동 능력에 대한 뇌 영상까지 연구할 수 있다. 최근에는 이론적인 진척에 힘입어 신경망에 대한 연구가 진행되고 있다.

## 역사

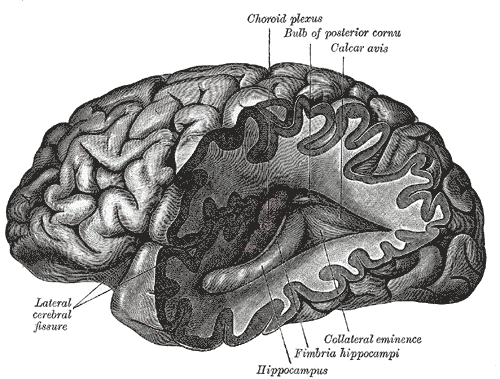
인간의 뇌와 해마를 측면에서 본 일러스트. 그레이 해부학(Gray's Anatomy, 1918)

신경계 연구의 역사는 고대 이집트까지 거슬러 올라간다. 이 시기에 두통을 완화하거나 정신 질환을 치료하려는 목적 혹은 두개골 내압을 낮추기 위하여 두부 절개술(두개골에 구멍을 내는 외과술)이 시행되었다. 두부 절개술이 행해졌다는 증거는 신석기 시대 지층에서도 발견되며 전세계적으로 널리 퍼져 있다. 기원전 18세기의 필사본에 의하면 이집트인이 뇌 손상에 대한 지식을 가지고 있었다.
처음에 이집트인들은 뇌를 단순히 '두개골을 채우는 무언가'로 여겼다. 이집트 중왕국 시대에 이르러서는 미라를 만들면서 뇌를 제거하는 것이 관례가 되었다. 이 시기에는 인지 기능이 심장에서 이루어지는 것으로 보았다. 헤로도토스는 미라화의 첫 단계가 "구부러진 철 조각으로 콧구멍을 통해 뇌를 끄집어내고 머리뼈의 빈 공간을 약품으로 헹궈 씻는 것"이라고 하였다.
심장을 의식의 원천으로 보는 관점은 고대 그리스 의사였던 히포크라테스 시대까지 받아들여졌다. 그는 뇌가 감각과 연관이 있을 뿐만 아니라, 지능과도 연관이 있다고 믿었다. 플라톤은 영혼(soul)의 이성적인 부분이 뇌에 자리하고 있다고 생각했다. 그러나 플라톤의 제자였던 아리스토텔레스는 심장이 지능의 중심이며 뇌는 심장에서 나오는 열의 양을 조절하는 기능을 한다고 믿었다. 이 관점은 고대 로마의 검투사들의 의사이자 히포크라테스의 신봉자였던 의학자 갈레노스 시대까지 받아들여졌다. 갈레노스는 그의 환자들이 뇌에 지속적인 손상을 입으면 정신적인 능력을 잃는다는 것을 관찰하였다.
서양에는 아불카시스(Abulcasis)라고 알려진 아부 알까심 알자흐라위(아랍어: أبو القاسم خلف بن العباس الزهراوي), 이븐 루시드, 이븐 주르, 그리고 마이모니데스는 중세 이슬람 계에서 활동한 의학자들로, 뇌와 관련된 의학적 문제에 관해 문헌으로 남겼다. 르네상스시기 유럽에서는 베살리우스(1514-1564)와 르네 데카르트(1596-1650)가 신경과학에 기여하였다. 특히, 르네 데카르트는 심장 활동과, 기타 생명 활동에 필요한 필수적인 기계적 운동을 모두 뇌에서 관장하고 있다고 보았는데, 이러한 주장은 데카르트가 저술한 『인체의 구조에 관하여』에서 쉽게 확인할 수 있다.

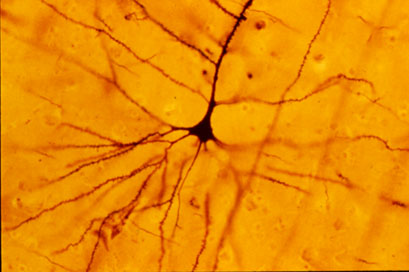
골지 염색법을 통하여 처음으로 개별 뉴런을 볼 수 있었다.

현미경이 발견되고 카밀로 골지가 1890년대에 은 염색법을 개발한 이래로 뇌 연구는 좀 더 정교해졌다. 은 염색법은 크롬산 은(silver chromate)염을 이용하여 개별 뉴런의 복잡한 구조를 드러내었다. 산티아고 라몬 이 카할은 이 기술을 이용하여 '뇌의 기능적 단위는 뉴런이다'를 골자로 한 뉴런주의(neuron doctrine)를 주장하였다. 골지와 라몬 이 카할은 뇌 곳곳의 뉴런을 관찰하고, 묘사하고, 분류한 공로로 1906년 노벨 생리학·의학상을 수상하였다. 루이지 갈바니는 1700년대 말에 근육과 뉴런이 전기적으로 흥분한다는 선구적인 연구를 했으나 에밀 뒤 부아 레몽(Emil du Bois-Reymond), 요하네스 페터 뮐러, 헤르만 폰 헬름홀츠 등은 19세기 말에 이르러서야 뉴런이 흥분하여 인접한 뉴런의 전기적 상태에 영향을 미친다는 것을 증명하였다.
폴 브로카는 뇌 손상을 입은 환자들을 연구하여 뇌의 특정한 영역에 손상을 입으면 특정한 기능이 손실된다고 주장하였다. 당시에 브로카의 발견은 프란츠 요제프 갈(프랑스어: Franz Joseph Gall)의 이론, 즉 언어 기능과 특정한 정신적 기능은 대뇌 피질의 특정한 영역에 국한되어 있다는 것을 확인하는 것으로 여겨졌다. 존 헐링스 잭슨(John Hughlings Jackson)은 간질 환자들을 관찰하고 운동 피질의 존재를 추론하자 뇌의 특정 부위가 특정 기능을 담당한다는 '기능의 국소화' 이론은 각광을 받았다. 칼 베르니케(독일어: Carl Wernicke)는 언어 이해와 발화에 관하여 특정 뇌 구조 이론을 더욱 발달시켰다. 현대 연구는 특정한 일을 수행하는데 활성화되는 피질 영역을 구분할 때 여전히 브로드만 영역, 대뇌 피질의 세포구축학(cytoarchitectonics, 세포가 이루는 구조를 연구하는 분야)에서 유래한 해부학적 정의를 이용하고 있다.
1952년, 앨런 로이드 호지킨과 앤드루 헉슬리는 오징어의 거대 축삭에서 어떻게 활동전위가 발화되고 전달되는지 수학적 모델(호지킨-헉슬리 모델)을 제시하였다. 1961년에서 1962년 사이, 피츠휴(R. FitzHugh)와 나그모(J. Nagumo)는 호지킨-헉슬리 모델을 간소화하여 피츠휴-나그모 모델을 만들었고, 1962년 베르나르트 캐츠(Bernard Katz)는 시냅스라는 뉴런 사이의 공간을 건너는 신경전달을 모델화하였다. 1981년 모리스와 레카는 두 모델을 결합하여 모리스-레카 모델(Morris-Lecar model)로 만들었다. 1984년 J.L. 힌드마쉬와 R.M. 로즈는 신경전달 모델을 확장하였다.
1966년 초 에릭 칸델은 학습과 기억 저장 중 뉴런의 생화학적 변화를 연구하였다.

## 현대의 뇌과학

사람의 신경계

분자생물학, 진화생물학, 전기생리학, 생물정보학의 발전에 힘입어, 신경계 연구는 1950년대 이후에 급증하였다. 신경과학자들은 신경계의 구조와 발생 과정, 어떻게 신경계가 작동하는지, 혹은 어떻게 잘못 작동하는지, 어떻게 바뀔 수 있는지 등 모든 측면을 다룰 수 있게 되었다. 예를 들면 단일 뉴런에서 일어나는 복잡한 과정은 다음과 같다. 뉴런은 소통에 특화된 세포로, 시냅스라는 특수한 연결을 통해 전기적·전기화학적 신호를 다른 세포에게 전달한다. 많은 뉴런은 축삭이라는 가늘고 긴 원형질 다발을 몸 멀리까지 뻗어 전기 신호를 빠르게 전달한다. 전기 신호는 축삭이 닿아있는 다른 뉴런이나 근육 또는 분비선의 활성에 영향을 미친다. 신경계는 이렇게 서로 연결된 뉴런의 집합이다. 또한 뇌의 진화과정이 밝혀지면서, 신경계 연구의 모델이 될 수 있는 생명체들이 발견되었고 연구되었다.
척추동물의 신경계는 중추신경계와 말초신경계 두 부류로 나뉜다. 신경계는 체내에서 가장 복잡한 시스템이고, 대부분의 복잡성은 뇌에 있다. 인간의 뇌는 천억 개의 뉴런과 백조 개의 시냅스로 이루어져 있다. 서로 구별할 수 있는 하위 구조가 수천 개는 되고, 시냅스 네트워크는 이제 막 밝혀지기 시작하였다. 사람의 유전자는 약 2만 개에서 2만 5천 개로 추정하고 있는데 그 중 대부분이 뇌에서 특이적으로 발현된다. 시냅스의 연결 구조는 일생 동안 계속해서 변화하며(신경가소성), 그 결과 기능도 변화한다. 따라서 신경계의 복잡성을 이해하는 것은 엄청난 과제이다. 또한 신경의 진화과정에 대해서는 많은 부분이 연구되어 있으며, 현재의 복잡성을 형성하는 진화의 속도 연구 역시 많이 진행되고 있다.

### 분자 및 세포신경과학

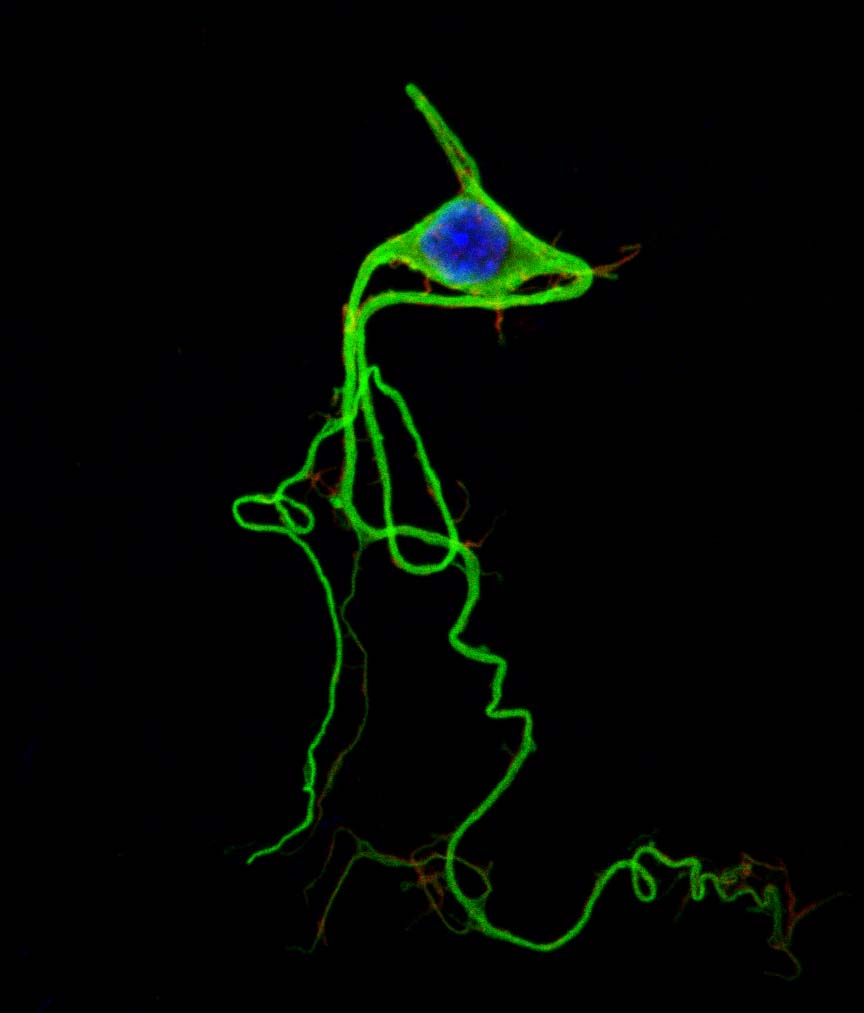
공초점 현미경으로 본 닭 배아의 뉴런

신경계는 분자와 세포 수준에서부터 신경계 전체와 인지 수준까지 연구 대상이다. 분자신경과학 분야에서는 분자생물학과 유전학에서 사용하는 실험 기술들을 사용하여 어떠한 기작으로 뉴런이 분자적 신호를 만들고 반응하는지, 그리고 어떻게 축삭이 복잡한 연결을 형성하는지 등에 대한 답을 찾는다. 뉴런의 발생, 유전적 변화가 생물학적 기능에 미치는 영향, 뉴런의 형태학과 생리학적 특성 또한 분자신경과학의 주요 연구 주제이다.
세포신경과학에서는 뉴런이 세포 신호를 생리학적, 전기화학적으로 처리하는 방법을 다룬다. 뉴런의 신경돌기(가지돌기와 축삭)와 신경세포체(perikaryon)가 신호를 처리하는 과정, 정보를 전달하기 위하여 사용되는 신경전달물질과 전기 신호에 대해 연구한다.
기타 주요 신경과학 분야에는 신경계의 발생을 다루는 신경발생학이 있다. 신경발생학의 주요 연구 주제는 신경계를 특정 영역에만 국한시키고 패턴을 만들어내는 방법, 신경줄기세포, 뉴런과 신경교세포의 분화, 신경 발생 과정 중 뉴런의 이동, 축삭과 가지돌기의 발생, 성장인자와 상호작용, 시냅스형성 등이다. 신경발생학은 진화 생물학과 유전학과의 결합으로 신경의 진화과정과 발생의 각 과정에서 발현되는 유전인자에 관한 연구들이 활발히 이루어지고 있다.

### 신경회로와 네트워크
시스템 신경과학(Systems neuroscience)은 반사, 다중감각 결합, 운동 협응, 활동일주기, 감정, 학습, 그리고 기억과 같은 기능을 하기 위해 신경회로가 어떻게 생성되고 해부학적 및 생리학적으로 이용되는지를 연구한다. 즉 신경회로가 기능하는 방법과 행동이 만들어지는 과정을 다룬다.
신경생태학(Neuroethology)과 신경심리학(neuropsychology)은 동물과 사람 행동의 바탕을 이루는 신경 활동을 다루는 학문이다. 신경내분비학(Neuroendocrinology)은 신경계와 내분비계의 상호작용을, 심리신경면역학(psychoneuroimmunology)는 신경계와 면역계의 상호작용을 다루는 학문이다.

### 인지 및 행동 신경과학
인지 신경과학은 신경회로에서 어떻게 정신적 기능이 생겨나는지를 연구하는 학문이다. 뇌 영상 기술(예컨대 fMRI, 양전자방출단층촬영, SPECT), 전기생리학, 그리고 인지심리학 분야의 정밀한 실험 기술과 결합된 인간 유전체 분석 등 새로운 측정 기술이 발전함에 따라 신경과학자들과 심리학자들이 인간의 인지 능력과 감정에 관계된 추상적인 질문을 답하는 데에 도움을 주고 있다.
신경과학은 사회과학 및 행동과학과 학제간 연구를 통하여 신경경제학, 의사 결정론, 사회 신경과학 등 다수의 신생 학문을 만들어냈다. 이들은 뇌와 환경 간의 상호작용에서 오는 복잡한 상황을 연구한다.

### 신경계 의학

시상면을 따라 연속적으로 MRI 촬영한 사람의 머리

신경학, 정신의학, 신경외과, 정신외과, 마취학, 신경병리학, 신경방사선학, 임상 신경생리학, 중독 의학은 신경계와 관련된 의학적 문제를 다루는 학문이자 임상에서 진단 및 치료에 관련된 학과이다. 신경학에서는 근위축성 측색 경화증과 뇌졸중과 같은 중추신경계와 말초신경계의 질환을 다룬다. 정신의학은 기분장애, 행동장애, 인지장애, 지각장애에 주력한다. 마취학은 통증의 지각과 의식을 약리적으로 차단하는데 초점을 맞춘다. 신경병리학에서는 현미경을 통한 형태학과 식별 가능한 화학적 변화에 중점을 두고 중추신경계와 말초신경계 및 근육 질환의 발병 원인과 기작을 찾고, 그것을 분류한다. 신경외과와 정신외과는 신경계 질환을 주로 외과술로 치료하는 학과이다. 신경과학의 기초 연구의 영향으로 위에서 서술한 분야는 경계가 모호해지고 있다. 또한 뇌 영상을 통해 정신 질환을 객관적이고 생물학적으로 해석하여 신속하게 진단을 내리고 정확한 경과를 알 수 있게 되었다.
통합 신경과학(Integrative neuroscience)은 이상의 특화된 분야를 연결하는 역할을 한다.

## 주요 분야
현대의 신경과학 학문과 연구활동은 실험의 주제와 범위의 크기에 따라 밑의 표와 같은 주요 분야들로 크게 나눌 수 있다. 하지만 개개인의 신경과학자들은 보통 여러 가지 분야에 걸쳐있는 질문에 대한 연구를 진행한다.
| 분야         | 설명 |
| ------------ | --- |
| 감정신경과학 | 감정 신경과학은 감정과 관련된 신경 메커니즘에 대한 연구이며 보통 동물 모델에 대한 실험으로 진행된다. |
| 행동신경과학 | 행동 신경과학은 사람과 사람이 아닌 동물들에 대한 유전적, 생리학적, 그리고 행동의 발전 메커니즘에 대한 연구에 생물학적 원리를 적용하는 학문이다. |
| 세포신경과학 | 세포 신경과학은 형태 및 생리학적 특성을 포함하는 세포수준의 뉴런에 대한 연구이다. 가장 기본이 되는 학문이며, 이는 신경 유전학과 전기 생리학에 가장 큰 영향을 주게 되었다. |
| 신경유전학   | 신경 유전학은 신경 세포의 발생 혹은 진화에 따른 발달을 연구하는 학문으로서, 최근 각광받고 있는 유전학과 진화학과 결합된 학문이다. 신경 발생 생물학과도 큰 연관이 있으며, 통합된 형태로 연구되는 경우도 많다.                                                                       |
| 임상신경과학 | 임상 신경과학은 신경학과 정신의학과 같은 의료 전문 분야로 구성되며 언어 병리학과 같은 연합된 건강 전문의도 포함한다. 신경학은 신경 시스템의 장애에 대해 연구하는 의학 전공이다. 정신의학은 다양한 정서, 행동, 인지 및 지각장애를 포함하는 뇌의 장애에 대해 연구하는 의학 전공이다. |
| 인지신경과학 | 인지 신경과학은 심리작용의 신경기질에 초점을 맞춰 진행되는 인지 메커니즘에 관한 연구이다. |
| 계산신경과학 | 계산 신경과학은 신경계를 구성하는 구조의 정보 처리 특성에 대한 뇌의 작동에 대해 연구하는 학문이다. 계산 신경과학은 또한 컴퓨터 시뮬레이터와 이론적 모델의 활용을 통해 신경계의 작동에 대해 연구할 수 있다.                                                                         |

## 같이 보기
- 뇌
- 뉴런